# Jwaneng
Jwaneng est une ville dans le Sud du Botswana.

## Historique
La ville s'est constituée autour d'une mine de diamants qui occupait à l'époque le deuxième rang mondial sur le plan de la qualité et de la quantité de diamants sur le site. À sa fondation Jwaneng était une ville fermée, c'est-à-dire que pour y vivre, une autorisation délivrée par le propriétaire de la mine, Debswana, était nécessaire.

## Population
La population de Jwaneng était de 15 179 habitants en 2001.

## Éducation
Il y a deux collèges à Jwaneng et trois écoles primaires dont une est privée. 

## Sous-district
Jwaneng, constitue à elle seule un sous-district.

## Note
1. ↑  « tab_cens2.2 »(Archive.org • Wikiwix • Archive.is • Google • Que faire ?) (consulté le 4 septembre 2017)